# أون

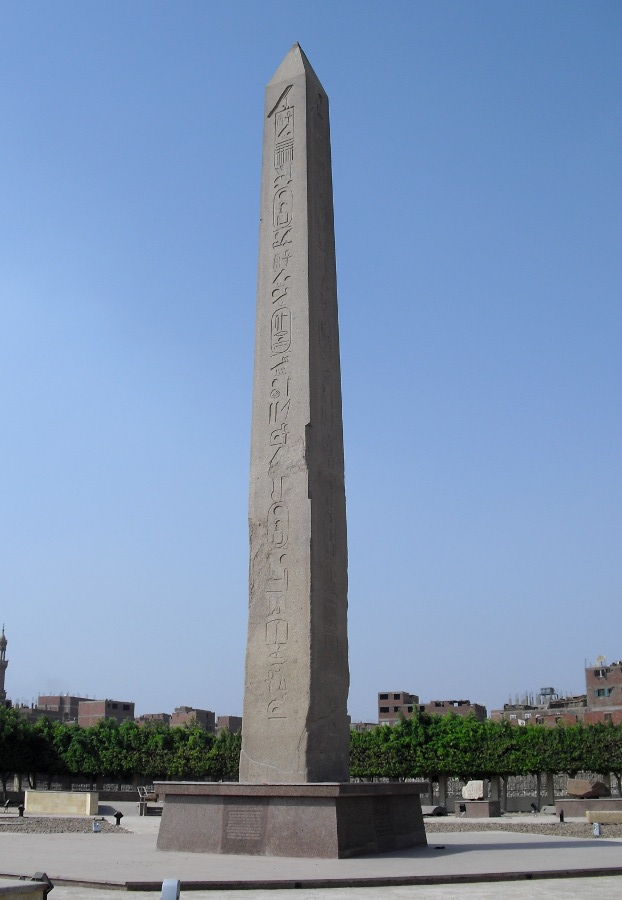
مسلة هليوبوليس وتوجد في عين شمس.

أون أو أيون، (باللغة المصرية: آن) “العمدان”، (بالقبطية: أن)، (باللغة اليونانية: هليوبوليس) «مدينة الشمس». كانت مدينة رئيسية في مصر القديمة. كانت عاصمة المقاطعة الثالثة عشر أو مقاطعة الهليوبولايت من مقاطعات مصر السفلى ومركزًا دينيًا رئيسيًا. وهي تقع الآن في عين شمس، إحدى الضواحي الشمالية الشرقية من القاهرة.
كانت هليوبوليس واحدة من أقدم مدن مصر القديمة، وقد سكنت منذ عصر ما قبل الأسرات. توسعت بشكل كبير تحت المملكة المصرية القديمة والمملكة المصرية الوسطى لكنها اليوم مدمرة بشكل كبير، وقد تم نثر معابدها ومبانيها الأخرى لبناء القاهرة في العصور الوسطى. معظم المعلومات حول المدينة القديمة تأتي من السجلات الباقية.
البقية الرئيسية المتبقية من هليوبوليس هي المسلة لمعبد رع - أتوم التي أقامها سنوسرت الأول من الأسرة المصرية الثانية عشر. لا تزال قائمة في مكانها الأصلي، الآن داخل المسلة في المطرية، القاهرة. يبلغ ارتفاع المسلة المصنوعة من الجرانيت الأحمر 21 متر (69 قدم) تزن 120 طن (240 ألف رطل).

## الأسماء
هليوبوليس هي كلمة لاتيتية من اليونانية "Hēlioúpolis" ( Ἡλιούπολις)، وهذا يعني «مدينة الشمس». هيليوس، تجسيد وتأليه شكل الشمس عند الإغريق، تم تحديده بواسطة الإغريق بـ الموطن الأصلي لـ الآلهة المصرية رع وأتوم، الذين كانت عبادتهم تقع في المدينة.
الاسم الأصلي هو  آن («الأعمدة»)، ونطقه الدقيق غير مؤكد لأن المصريين القدماء سجلوا القيم الساكنة فقط. يقول علم المصريات التقليدي أن اسمها الأصلي هو أيون، تظهر المدينة أيضًا في المملكة المصرية القديمة نصوص الأهرام باسم «بيت رع».

### الفترة المصرية
في مصر القديمة، كانت هليوبوليس مركزًا إقليميًا من عصر ما قبل الأسرات.

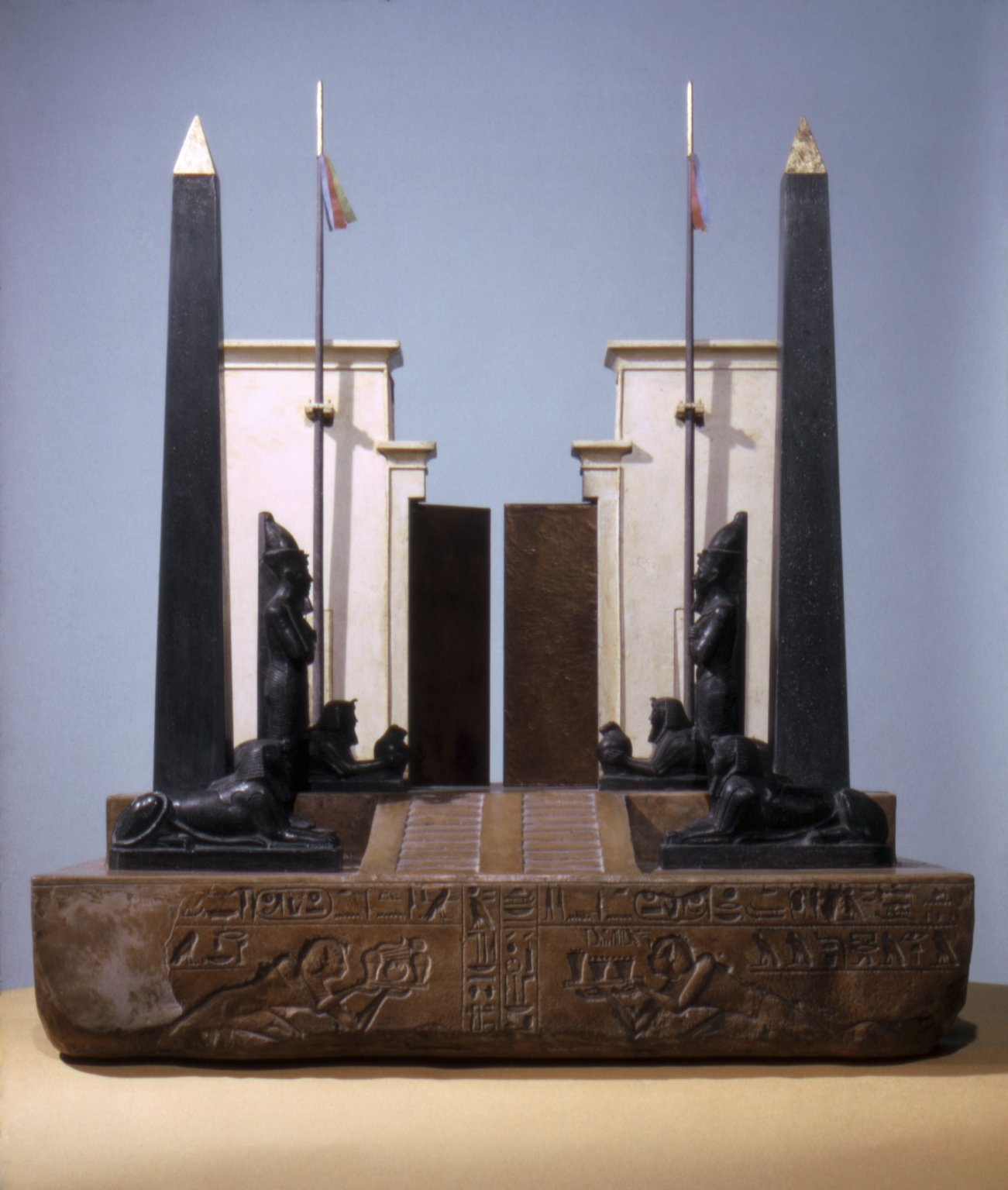
نموذج لبوابة معبد نذري في أون، الأسرة التاسعة عشر

كانت ملحوظًة بشكل أساسي كمركز عبادة لـ إله الشمس أتوم، الذي تم التوفيق بينه مع رع ثم حورس. كان المعبد الرئيسي للمدينة يُعرف باسم البيت العظيم أو بيت أتوم. أكد كهنتها أن أتوم أو رع كانا أول كائن قام بالخلق من المياه البدائية. أدى الانخفاض في أهمية عبادة رع خلال الأسرة المصرية الخامسة إلى تطور التاسوع المقدس، وهي مجموعة من تسعة آلهة مصرية كبرى وضعت الآخرين في مرتبة تابعة لرع أتوم. لم يتم توثيق رؤساء كهنة رع جيدًا مثل الآلهة الأخرى، على الرغم من كبار كهنة الأسرة المصرية السادسة تم اكتشافها والتنقيب عنها. خلال حقبة العمارنة من الأسرة المصرية الثامنة عشر، قدم الملك أخناتون الديانة الآتونية، القائمة على عبادة وتقديس قرص الشمس المؤله. كجزء من مشاريعه الإنشائية، قام ببناء معبد هليوبوليس باسم، والذي لا يزال من الممكن رؤية أحجاره في بعض أبواب سور مدينة القاهرة في العصور الوسطى. عبادة الثور منيفيس، تجسيد آخر للشمس، كان لها مذبح هنا أيضًا. كانت المدافن الرسمية للثيران تقع شمال المدينة.
ذُكرت مدينة المخزن بيتوم مرة واحدة في التناخ العبري (خروج 1:11)، ووفقًا لإحدى النظريات، كانت هذه هليوبوليس.

### الفترة الهلنستية
الإسكندر الأكبر، في مسيرته من الفرما إلى ممفيس، توقف في هذه المدينة.
قيل أن معبد رع كان، بدرجة خاصة، مستودعًا للسجلات الملكية، ويذكر هيرودوت أن كهنة هليوبوليس كانوا أفضل اطلاعا في شؤون التاريخ لجميع المصريين. ازدهرت هليوبوليس كمقر للتعلم خلال الفترة اليونانية. يُزعم أن مدارس الفلسفة وعلم الفلك يتردد عليها أورفيوس، هوميروس، فيثاغورس، أفلاطون، سولون، وفلاسفة يونانيون آخرون. كان ايشونفيس يحاضر هناك في عام 308 قبل الميلاد، وتعلم منه عالم الرياضيات اليوناني إيودوكسوس، الذي كان أحد تلاميذه، الطول الحقيقي للسنة والشهر، حيث شكل ثماني، أو فترة 8 سنوات أو 99 شهرًا. أمر بطليموس الثاني مانيتون، رئيس كهنة أون، بجمع تاريخ ملوك مصر القدماء من أرشيفها. ربما لم يهتم البطالمة اللاحقون بـ «والدهم» رع، وأن الإسكندرية قد طغت على علم هليوبوليس. وهكذا تضاءلت هليوبوليس بسرعة مع تراجع الامتياز الملكي، وهجرها الطلاب من السكان الأصليين للمعابد الأخرى التي يدعمها الأثرياء من المواطنين الأتقياء. بحلول القرن الأول قبل الميلاد، في الواقع، وجد سترابو المعابد مهجورة، والمدينة نفسها غير مأهولة تقريبًا، على الرغم من أن الكهنة كانوا لا يزالون موجودين.
كانت هليوبوليس معروفة جيدًا لدى الإغريق القدماء والرومان، وقد لاحظها معظم الجغرافيين الرئيسيين في تلك الفترة، بما في ذلك بطليموس وهيرودوت وآخرين، وصولاً إلى عالم الجغرافيا البيزنطي ستيفان البيزنطي.

### التأثير على العالم اليوناني والروماني
سجل الجغرافي اليوناني سترابو (من 63 قبل الميلاد إلى 23 م) الموقع الاستراتيجي لأون على تل جدير بالملاحظة في أعلى دلتا النيل بين ليبيا والجزيرة العربية. كما لاحظ المهندس المعماري في القاهرة جاروسلاف دوبروولسكي في كتابه عن المدينة، بحلول وقت سترابو، كانت الآلهة المصرية تُعبد «في شكل هيلينسي». كانت مصر لفترة طويلة تحت حكم اليونان ثم روما، واستمدت الثقافتان تأثيرًا كبيرًا من مصر.
على سبيل المثال، بطريقة مشابهة لفكرة الملك المصري باعتباره ابن رع، التي وضعها الملك خفرع لأول مرة في الألفية الثالثة قبل الميلاد، «اندمج مفهوم الملك الشبيه بالإله بشكل ملائم مع فكرة أن الإمبراطور الروماني الذي يمثل القوة الإلهية». هؤلاء الأباطرة، الذين كانوا ينظرون إلى المسلات في مصر كرموز للقوة والسلطة، أخذوا العديد منهم (بما في ذلك البعض الذي وقف في أون) وأعادوا ربطهم في مكان آخر ليشهدوا على مجدهم الإمبراطوري.
بطريقة مماثلة، قام اليونانيون بتكييف الأسطورة المصرية عن الطائر بينو، الذي اعتقد المصريون أنه روح رع إله الشمس، وأطلقوا عليها اسم طائر الفينيق - وهو مفهوم استمر في العصر الروماني. اعتقد الإغريق أن هذا الطائر الأسطوري، رمز الشمس، طار إلى أون بعد كل ولادة جديدة. الكلمة اليونانية التي تعني «الشمس» هي هيليوس، وبالتالي اشتقوا اسم هليوبوليس.
وفقًا لبعض العلماء القدماء، كان تأثير أون على المفكرين اليونانيين مباشرًا للغاية. يشيرون إلى أن الصوفي الفلسفي فيثاغورس والمشرع سولون زاروا المدينة وارتبطوا بكهنتها. يقترح كليمان الإسكندري أن أفلاطون سافر إلى أون (فكرة كان سترابو يحملها أيضًا) وكان تلميذًا للكاهن المصري سيتشنوفيس. ويقترح سترابو أن أفلاطون ورفيقه في السفر استغلوا حظوة كهنة أون «للسماح لهم بتعلم بعض مبادئ مذاهبهم». نجد روايات إضافية عن إقامة أفلاطون في مصر في كتابات ديوجانس اللايرتي وشيشرون.
استخدم أفلاطون صورة الشمس لتمثيل فكرة الواحد والخير والجميل، التي يُنظر إليها على أنها مصدر الوجود ". على الرغم من أن أفلاطون نفسه لم يترك أي سجل للسفر إلى مصر، إلا أنه يشير إلى الأمة المؤثرة في بعض حواراته، معبرًا بشكل عرضي عن إيمانه بآلهتها في كتاب فيدروس وفيليبوس. كما اقترح في طيماوس أن كهنة دلتا النيل يمكن أن يتباهوا بمعرفة أعلى من تلك التي لدى رفاقه اليونانيين.
في حين أن مثل هذه الإشارات لا تثبت ما إذا كان أفلاطون قد ذهب إلى مصر أم لا، إلا أنها تظل مهمة في وجهات نظر أفلاطون حول الشمس والتي تشبه بشكل واضح تلك التي تُعزى إلى أون. يشير ديفيد فيدلر، وهو مرجع في تاريخ الفكر الغربي، إلى أنه في مصر، «قبل أفلاطون بمئات السنين، كان ينظر إلى الشمس المادية، على الأقل من قبل المتعلمين، على أنها مظهر أقل لمبدأ أسمى. وبالمثل، يستخدم أفلاطون رمز الشمس للإشارة إلى مبدأ أعلى، وهو نفسه مصدر الشمس المادية، وفي الواقع، الكل».
ومن المفارقات، كما يشير فيدلر، أن أحد الأسماء الأخرى أيضًا إلى الكلمة اليونانية أون التي تعني «الوجود»، و«يستخدم أفلاطون رمز الشمس في الجمهورية لتمثيل هذا المبدأ بالذات». وفي الجمهورية أيضًا، يشير أفلاطون إلى العين على أنها «أكثر الحواس شبهاً بالشمس». يوضح الفيلسوف ارتباطه بالأفكار الدينية لمدينة أون، حيث يقترح أنه كما أن الشمس هي «الإله» الذي يتسبب في الرابط بين الرؤية والرؤية ويتحكم فيه، فإن الشمس المادية نفسها، بمصطلحاته المجردة، هي مجرد «ذرية الخير الذي ولده الصالح كنظيره».
شاركت النسخة الهيلينية من الديانة المصرية إحساس أفلاطون بالشمس كإله يمثل مظهرًا أقل لمبدأ أعلى. كتب الفيلسوف والمؤرخ اليوناني فلوطرخس، كاهن أبولو في دلفي، أن الشمس (هيليوس) هي مجرد نسل أبولو. يوثق بلوتارخ نفسه الكثير عن الديانة المصرية ويشير إلى الممارسات المتعلقة بمعابد أون. وبالمثل، ذكر سترابو أنه شاهد «مدارس [أو ربما مساكن] لأفلاطون وإيودوكسوس» (عالم فلك يوناني وعالم رياضيات وطالب أفلاطون) في هليوبوليس. اعتقد هؤلاء الفلاسفة اليونانيون أن مصر ومدارسها الكهنوتية كانت مصدر معرفة قديمة وعميقة، مصدر يمكن للمفكرين اليونانيين أن يستمدوا منه؛ ورأوا هليوبوليس، المدينة الأصلية المفترضة، كمنبع مهم لهذه المعرفة.

### الفترة الرومانية

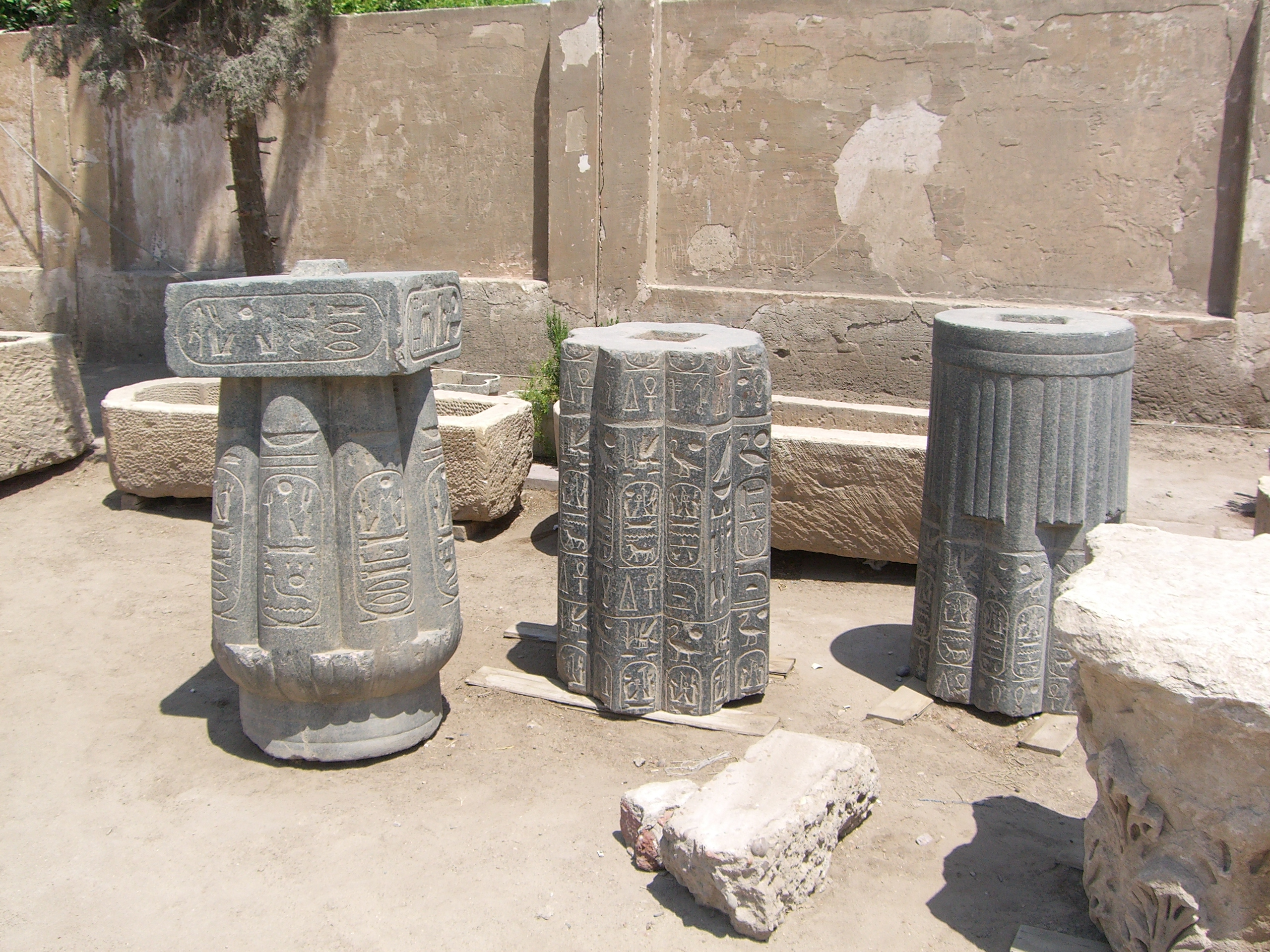
بعض آثار مدينة أون ومكتوب عليها بالهيروغليفية، من منطقة عين شمس.

في مصر الرومانية، كانت هليوبوليس تنتمي إلى المقاطعة أوجستامنيكا، مما جعلها تظهر كـ   أون في أوجستامنيكا  عند الحاجة إلى تميز عن هليوبوليس الرومانية. ربما احتوى سكانها على عنصر عربي كبير. تمت إزالة العديد من المسلة لتزيين المزيد من مدن شمال الدلتا وروما. أصبح اثنان من هؤلاء في نهاية المطاف إبرة كليوباترا وتوأمها في نيويورك سنترال بارك.

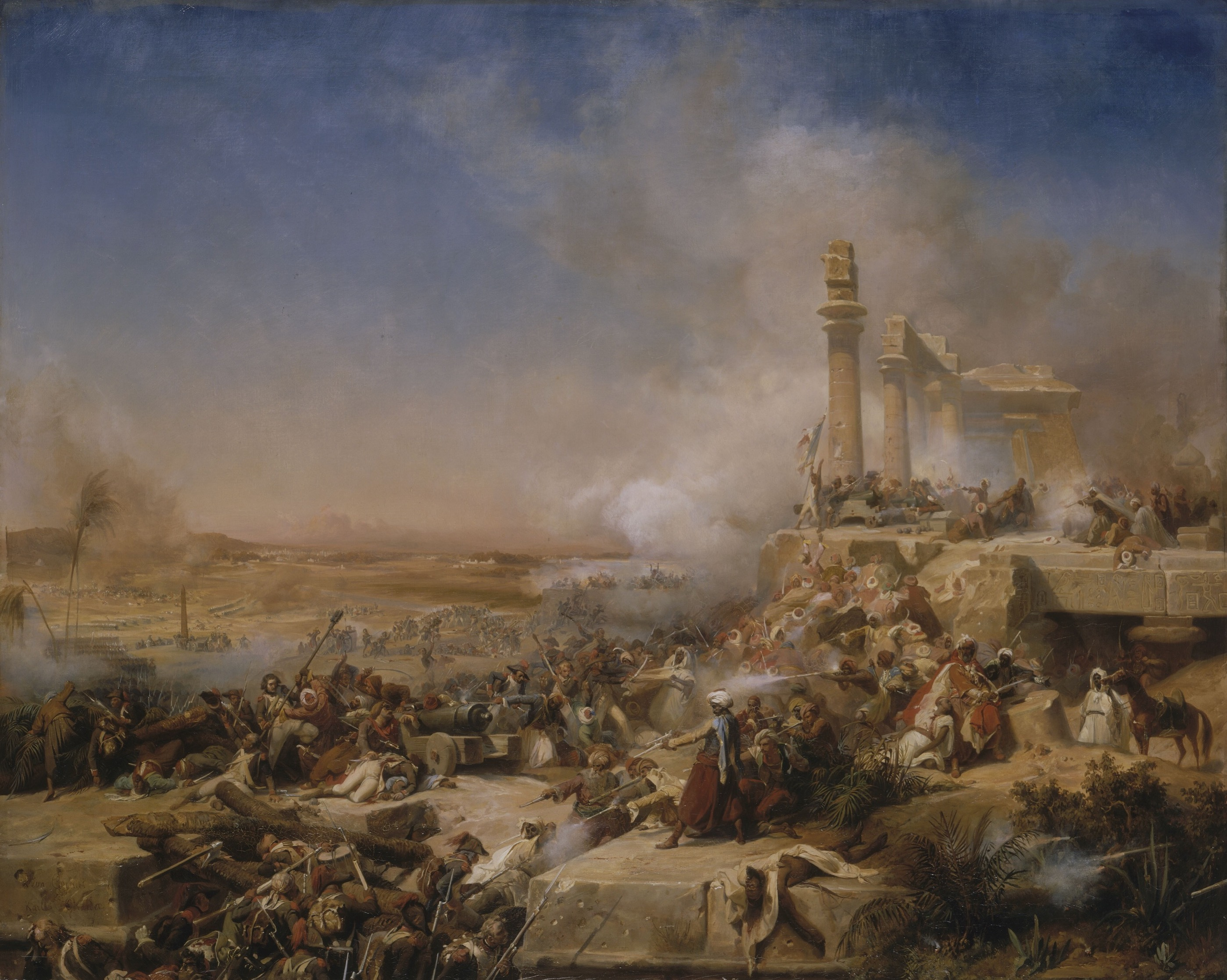
معركة هليوبوليس خلال نابليون غزو مصر في 1800

### الفترة الإسلامية
خلال العصور الوسطى، أدى نمو الفسطاط والقاهرة على بعد بضعة كيلومترات فقط من أنقاضها إلى جرف كبير لمواد البناء، بما في ذلك أسوار المدينة. عُرِف الموقع باسم «بئر الشمس» (عين شمس) و«عرب العين».

## الإرث

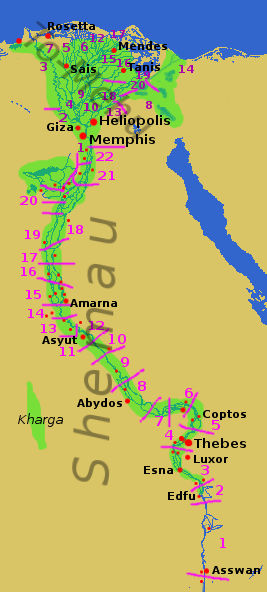
محافظات مصر القديمة (كيميت)، ويرى موقع هليوبوليس عند مثلث الدلتا.

تنعكس أهمية عبادة الشمس في هليوبوليس في كل من المعتقدات الوثنية القديمة والمعتقدات التوحيدية الحالية. المصرية واليونانية - الأساطير الرومانية اعتبرت أن بينو أو طائر الفينيق جلبت رماد سلفها إلى مذبح إله الشمس في هليوبوليس في كل مرة يولد من جديد. في التناخ، يشار إلى هليوبوليس بشكل مباشر وغير مباشر، عادةً في إشارة إلى عبادة الوثنية البارزة. في نبوءاته ضد مصر، زعم إشعيا أن «مدينة الشمس» («عير ها شيمش») ستكون واحدة من خمس مدن مصرية تتبع جيش رب السماء وتتحدث العبرية.  [ ذكر إرميا وحزقيال «بيت الشمس» («بيت شيمش») وآن، بدعوى أن نبوخذ نصر من بابل سوف يحطم المسلات ويحترق هيكلها وأن «شباب الحماقة» («أفن») سوف «يسقطون بحد السيف».
يُزعم أن «هليوبوليس السورية» بعلبك اكتسبت عبادة الشمس من مستعمرة قسيس هاجرت من مصر. هليوبوليس في أوجستامنيكا لا تزال الاسم الفخري للكنيسة الرومانية الكاثوليكية.
ومدينة أون كانت مركز عبادة الشمس وهي مدفونة تحت ضاحية عين شمس ومنطقة المطرية القريبة منها، ففي غرب عين شمس حيث تقع معابد مدينة أون يجري التنقيب في منطقة تبلغ مساحتها 26800 متر مربع، وتضم آثار معابد ومكتبات للفلسفة وعلوم الفلك والرياضيات.
ووفقا للمعتقدات المصرية القديمة تقوم المدينة على الموقع الذي بدأت فيه الحياة، تسجل عصور العديد من الأسر وتعطي صورة أوضح لمدينة أون من الصورة التي أظهرتها المقابر التي عثر عليها في شرق عين شمس والتي لا تشير سوى إلى من أقاموها، حيث عثر على كنوز عديدة يجري ترميمها مثل مقبرة كاهن من الأسرة السادسة والعشرين (ما بين عامي 664 و525ق م) أو يجري ردمها إذا وجدت في حالة غير قابلة للإصلاح، والموقع أرض غير مستوية تتناثر فوقها التوابيت الحجرية المحطمة.
يعني اسم أون «ذات العمدان» باعتبارها واحدة من أقدم مدن الدنيا، وربما تحرفّت تلك الكلمة ونتج منها كلمة «إيوان».

## وصلات خارجية
- Windows Live Local: The Site of ancient Heliopolis
- Obelisk of Psametik II from Heliopolis, removed and reerected by Augustus in Rome

## اقرأ أيضا
- منف
- دهشور
- أبيدوس
- نقادة